# Distretto di Hemşin
Il distretto di Hemşin (in turco Hemşin ilçesi) è uno dei distretti della provincia di Rize, in Turchia.
| Controllo di autorità | VIAF (EN) 244695700 |